# Barillas (Navarra)
Barillas ist eine Gemeinde (Municipio) in Navarra, Spanien, mit 238 Einwohnern (Stand: 2024), die mehrheitlich spanischsprachig sind.

## Geografische Lage
Barillas liegt im Süden der Region Navarra auf einer Höhe von ca. 390 m. Die Ortschaft liegt etwa 100 Kilometer südlich von Pamplona und etwa 65 Kilometer nordwestlich von Saragossa. 

## Sehenswürdigkeiten
- Michaeliskirche (Iglesia de San Miguel Arcángel)

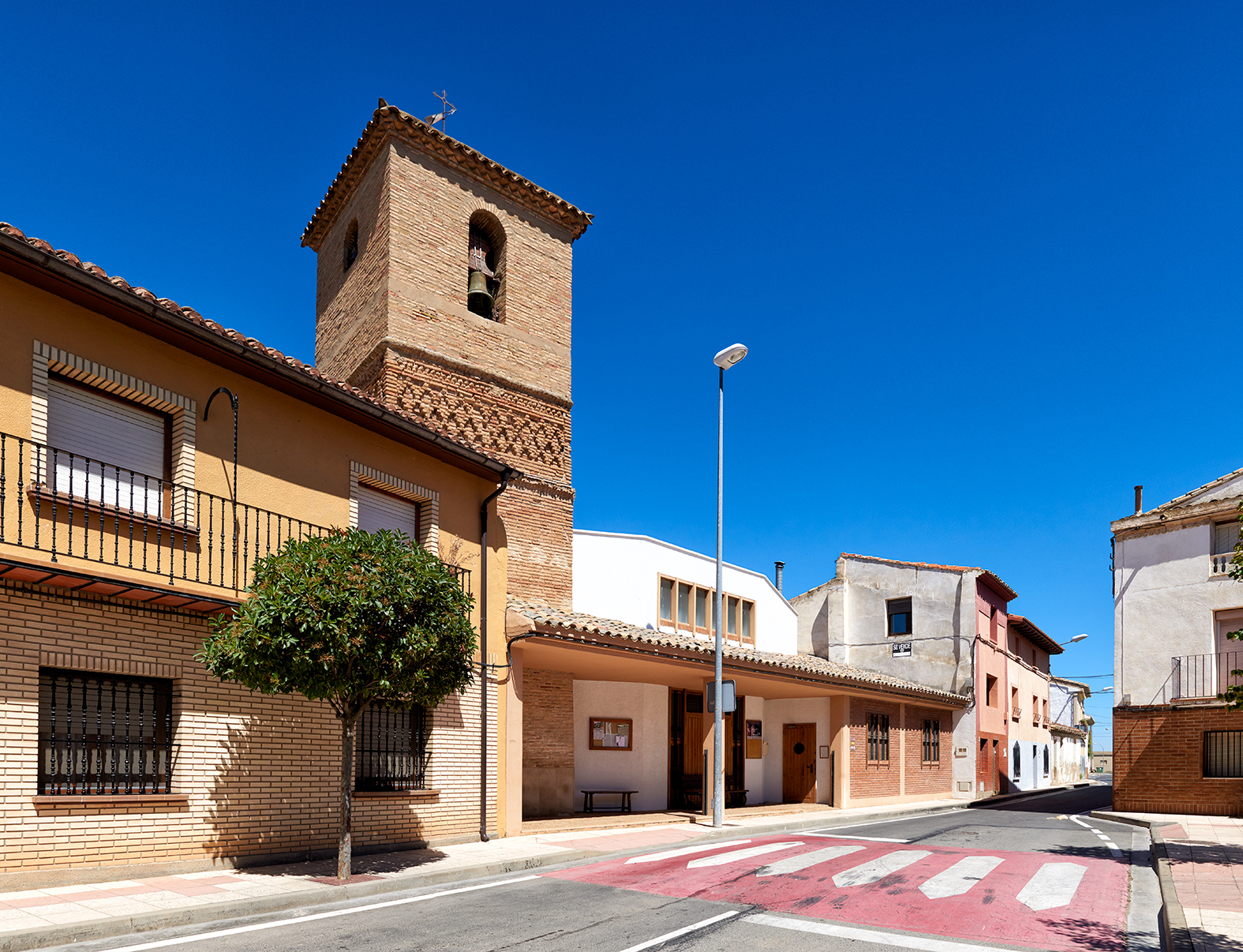
Michaeliskirche